# Bracon mellitor
Bracon mellitor – gatunek błonkówki z rodziny męczelkowatych.

## Zasięg występowania
Gatunek ten występuje we wschodniej części Ameryki Północnej, na zachodzie sięgając po Teksas i Dakotę Południową.

## Biologia i ekologia
Bracon mellitor jest parazytiodem licznych gatunków motyli i chrząszczy. Jednym z jego żywicieli jest kwieciak bawełniany.